# Argeliers León
Argeliers León (født 7. maj 1918 i Pinar del Río, død 23. februar 1991) var en cubansk komponist, lærer og musikskribent.
León studerede pædagogik og komposition på universitetet i Havana og senere i Paris hos Nadia Boulanger. Han fik i 1951 et stipendium til at studere folklore og musikdidaktik på universitetet i Santiago i Chile.
León har skrevet 3 symfonier, orkesterværker, kammermusik, korværker, vokalmusik og klaverstykker etc.
Han har også forfattet bøger om musikhistorie og musikteori, som f.eks. Música Folklórica Cubana (1959).

## Udvalgte værker
- 2 Symfonier
- Symfoni for Strygere
- Orkesterværker
- Klaverstykker